# Saint-Parthem
Saint-Parthem település Franciaországban, Aveyron megyében. Lakosainak száma 406 fő (2022. január 1.). Saint-Parthem Almont-les-Junies, Conques-en-Rouergue, Flagnac és Saint-Santin községekkel határos.

## Népesség
A település népessége az elmúlt években az alábbi módon változott:
| Lakosok száma | 569  | 515  | 466  | 444  | 407  | 405  | 406  | 403  | 401  | 406  |
|               | 1968 | 1982 | 1990 | 2006 | 2013 | 2015 | 2017 | 2019 | 2020 | 2022 |